# Per chi suona la campana (film)
Per chi suona la campana (For Whom the Bell Tolls) è un film del 1943 girato in Technicolor da Sam Wood. È il primo film a colori di Ingrid Bergman.
La pellicola è tratta dall'omonimo romanzo di Ernest Hemingway del 1940 ispirato a reali vicende di vita dell'autore, all'epoca corrispondente di guerra.

## Trama
L'opera, ambientata durante la guerra civile spagnola (1936-1939), racconta la storia di Robert Jordan, un intellettuale statunitense unitosi a un gruppo di partigiani spagnoli, e della sua storia d'amore con Maria.

## Produzione
Il film, prodotto dalla Paramount Pictures, fu girato in California a Blue Canyon, a Kennedy Meadows, a Sacramento, a Sonora Pass, nelle Sierra Nevada Mountains e in Nevada. Le riprese durarono dal luglio all'ottobre 1942. Il budget del film è stimato in 3 milioni di dollari.

## Galleria d'immagini

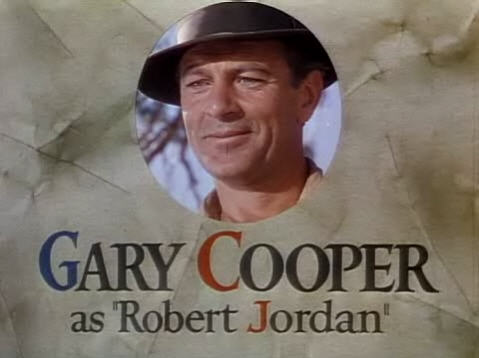
Gary Cooper interpreta Robert Jordan
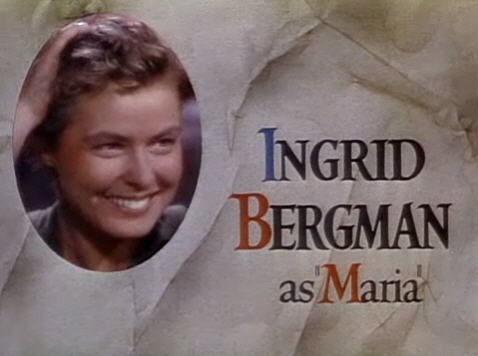
Ingrid Bergman interpreta Maria

## Distribuzione

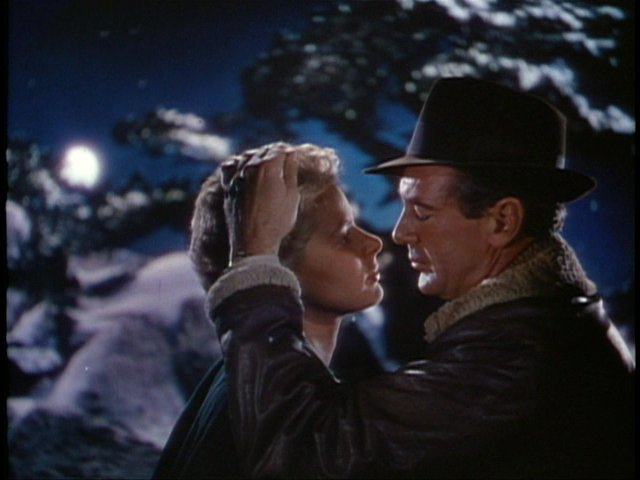
I due protagonisti nel trailer

Nel 1943 il film fu mostrato agli statunitensi in versione roadshow con una durata di 170 minuti, ma per la distribuzione generale il regista tagliò alcune scene riducendo la pellicola a 156 minuti: il film incassò nei soli Stati Uniti 7.100.000 dollari. In Italia giunse quest'ultima versione, censurata nei pochi punti in cui si faceva riferimento ai fascisti italiani. Nel 1956 il film fu riproposto al cinema, ma fu ulteriormente ridotto a 130 minuti.
Nel 1978 la Universal acquistò i diritti dalla Paramount e rieditò nuovamente il film al cinema in un'edizione poco più lunga della precedente (135 minuti).
Negli anni duemila nella Library of Congress si è ritrovata una copia dell'edizione da 156 minuti e tale è la versione distribuita in DVD dalla Universal nel 2003. Per questa nuova edizione, il film è stato ridoppiato in tutte le lingue. La colonna internazionale (musica ed effetti sonori) è sopravvissuta solo in parte, così in alcune scene questi ridoppiaggi usano musiche tratte da un'incisione anni settanta della colonna sonora, dall'ouverture e dall'intermezzo.

### Date di uscita
IMDb
- USA 14 luglio 1943 (New York City, New York)
- Svezia 28 aprile 1944
- Australia 15 marzo 1945
- Finlandia 15 maggio 1947
- Francia 20 giugno 1947
- Danimarca 19 agosto 1949
- Austria 29 dicembre 1950
- Germania Ovest 12 gennaio 1951
- Filippine 11 febbraio 1952  (Davao)
- Giappone 16 ottobre 1952
- Finlandia 7 marzo 1958  (riedizione)
- Finlandia 29 settembre 1978  (riedizione)

### Alias
- For Whom the Bell Tolls USA (titolo originale)
- Pour qui sonne le glas Belgio (titolo secondo imdb) (titolo Francese) / Canada (titolo *Francese) / Francia
- ¿Por quién doblan las campanas? Argentina / Messico
- Wem die Stunde schlägt Austria / Germania Ovest
- Çanlar kimin için çaliyor? Turchia (titolo Turco)
- Akiért a harang szól Ungheria (titolo secondo imdb)
- Gia poion ktypa i kabana Grecia (titolo translitterato ISO-LATIN-1)
- Hvem ringer klokkerne for? Danimarca
- Kenelle kellot soivat Finlandia
- Klockan klämtar för dig Svezia
- Klokkene ringer for deg Norvegia (titolo secondo imdb)
- Komu bije dzwon Polonia (titolo secondo imdb)
- Per chi suona la campana Italia
- Por Quem os Sinos Dobram Brasile
- Por quién doblan las campanas Spagna (titolo secondo imdb)
- Vatan fedaisi Turchia (versione censurata) (titolo Turco)
- Voor wie de klok luidt Paesi Bassi (titolo secondo imdb)
- Voor wien de doodsklok luidt Belgio (titolo fiammingo secondo imdb)

## Riconoscimenti
- 1944 - Premio Oscar
  - Miglior attrice non protagonista a Katina Paxinou
  - Candidatura Miglior film alla Paramount Pictures
  - Candidatura Miglior attore protagonista a Gary Cooper
  - Candidatura Miglior attrice protagonista a Ingrid Bergman
  - Candidatura Miglior attore non protagonista a Akim Tamiroff
  - Candidatura Migliore fotografia a Ray Rennahan
  - Candidatura Migliore scenografia a Hans Dreier, Haldane Douglas e Bertram C. Granger
  - Candidatura Miglior montaggio a Sherman Todd e John F. Link Sr.
  - Candidatura Miglior colonna sonora a Victor Young
- 1944 - Golden Globe
  - Miglior attore non protagonista a Akim Tamiroff
  - Miglior attrice non protagonista a Katina Paxinou